# Bourgeon (botanique)
Pour les articles homonymes, voir Bourgeon.
 (décembre 2019).

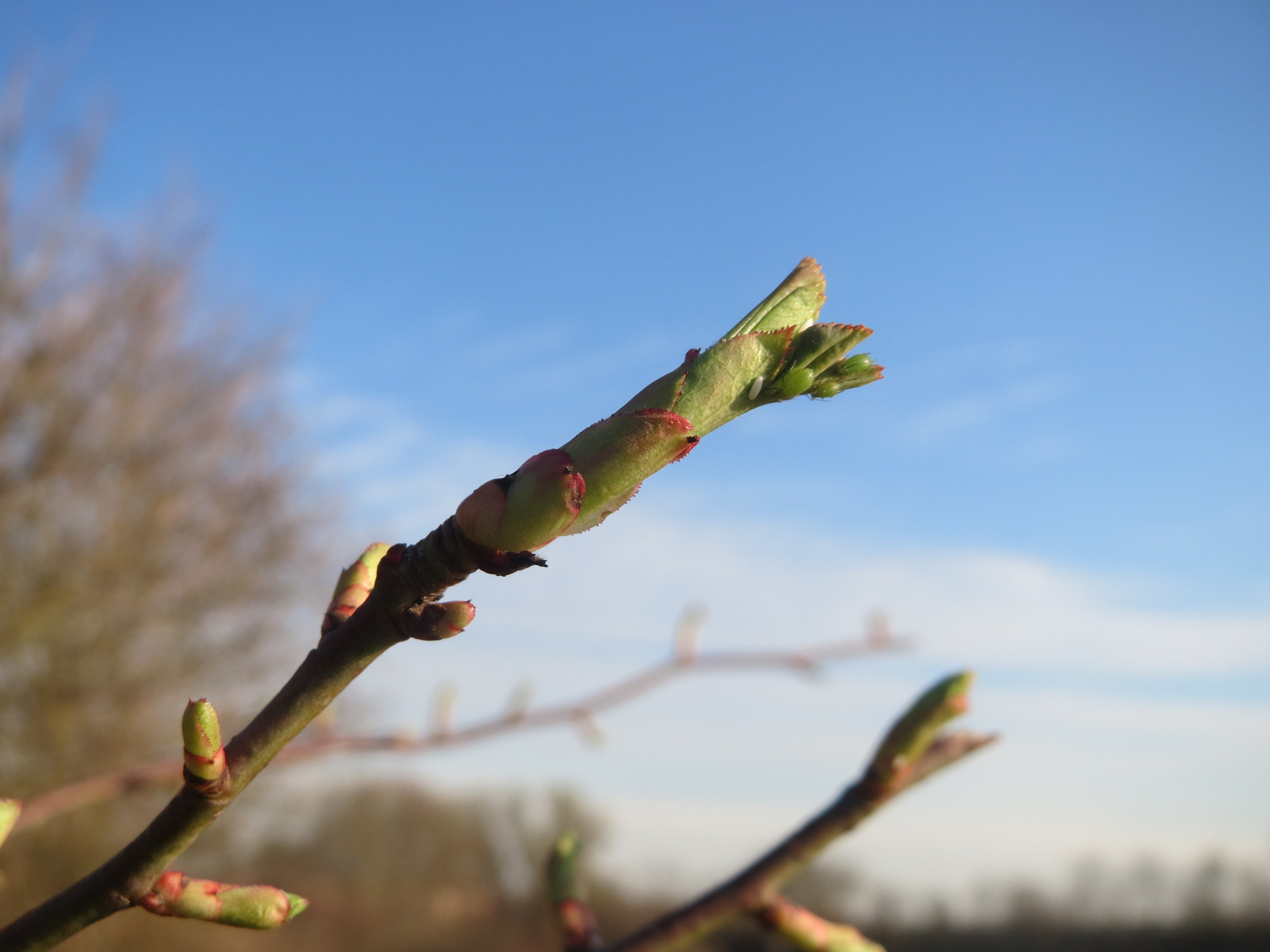
Bourgeon fleur (en bout de rameau) et bourgeons feuilles (le long du rameau) d'un Églantier.

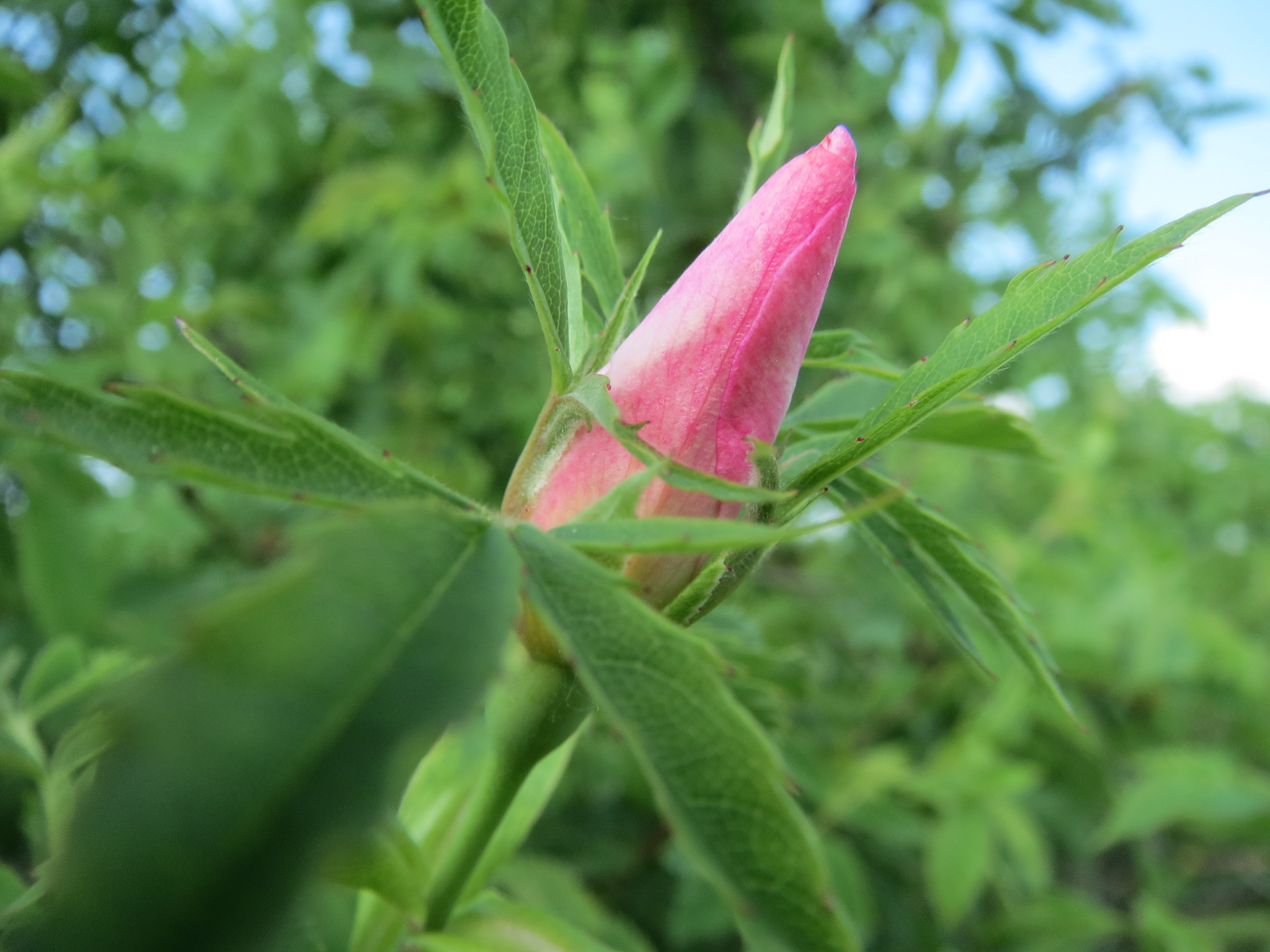
Bouton floral d'un Églantier. Le bourgeon à fleur ne doit pas être confondu avec le bouton floral qui est un stade de développement plus avancé et ne comprend pas de feuilles.

En botanique, un bourgeon est un ensemble de très jeunes pièces foliaires regroupées sur un axe végétatif extrêmement court. Il correspond généralement à une excroissance apparaissant sur certaines parties des végétaux et donnant naissance aux branches, aux feuilles, aux fleurs et aux fruits.
L'activité du point végétatif (ou méristème) détermine la multiplication des cellules qui, par élongation cellulaire, permettent la croissance intercalaire. Elle est de trente cm par an chez les pins et atteint soixante cm par jour chez certains bambous.

## Types de bourgeons

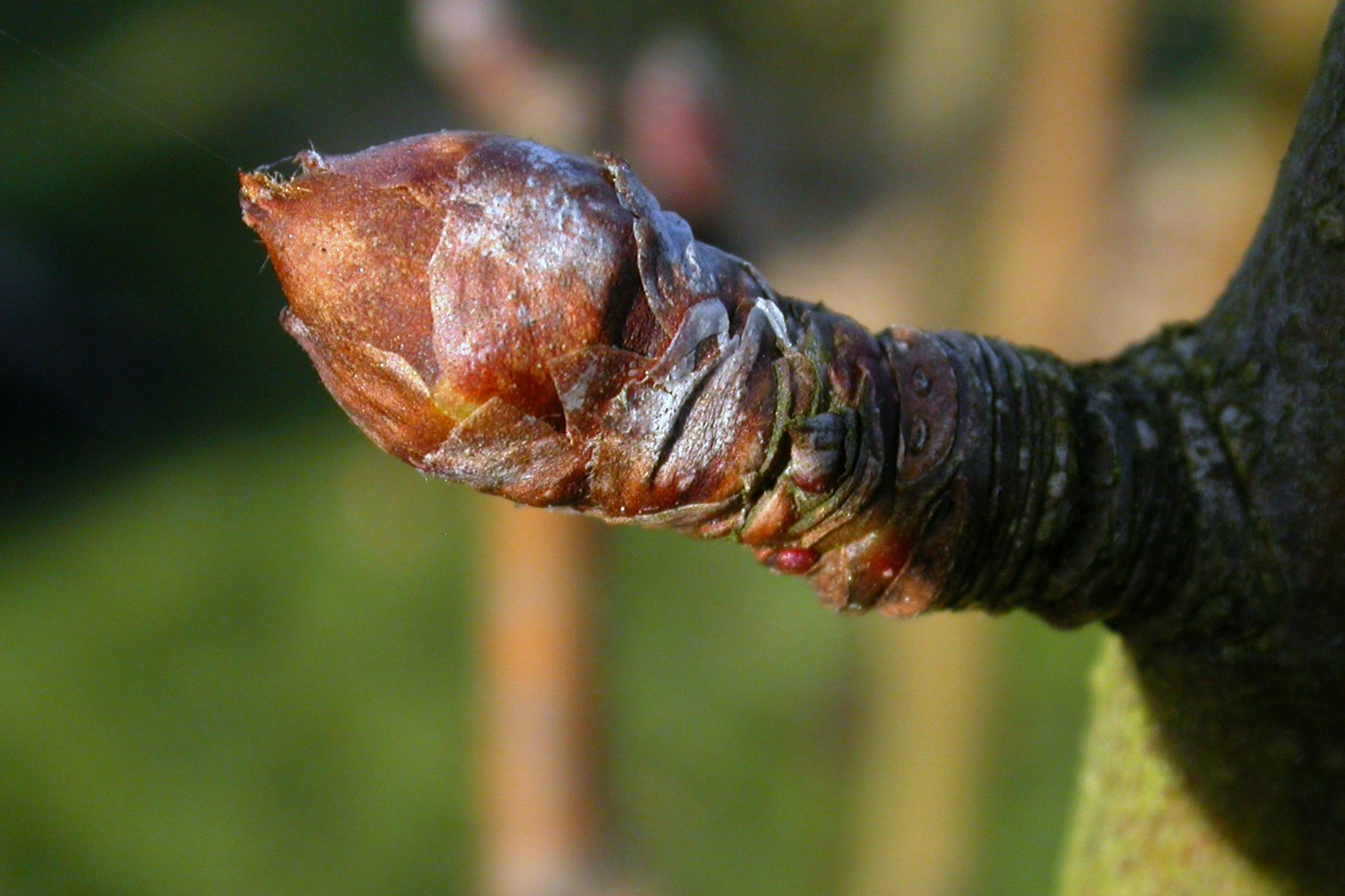
Bourgeon à fleur de poirier.

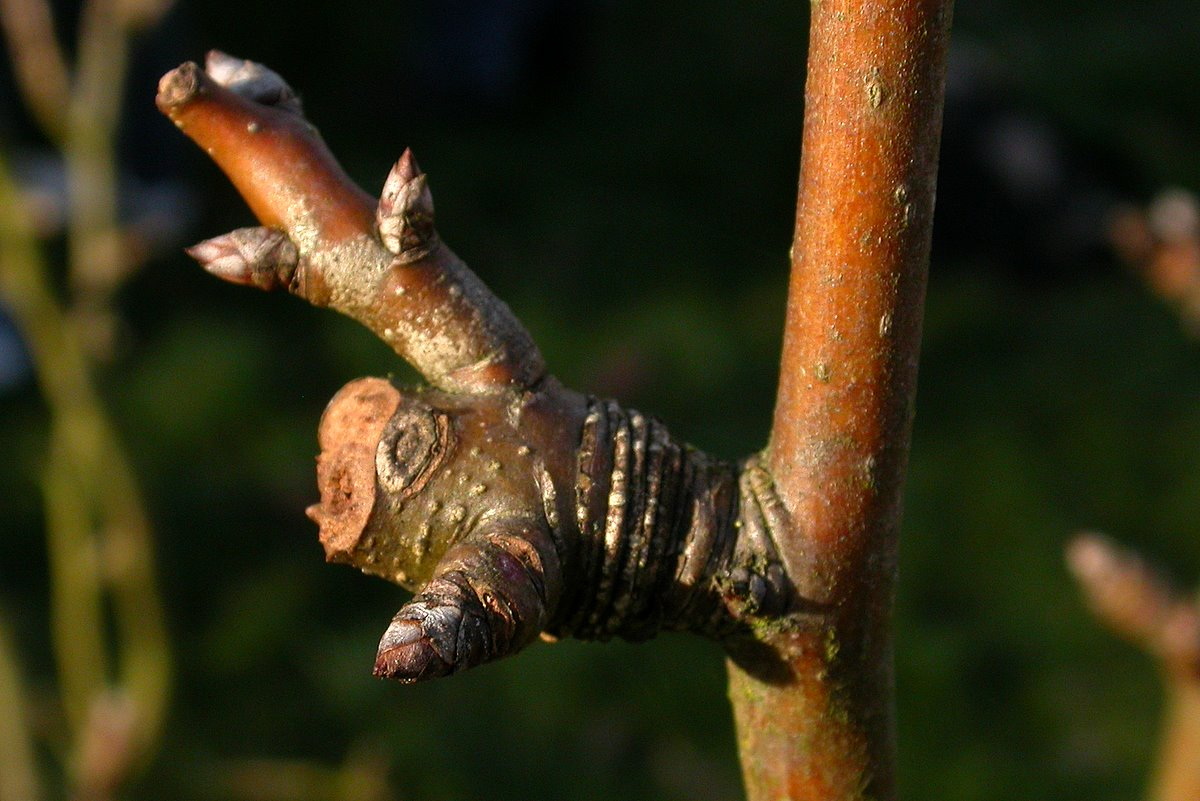
Bourse de poirier.

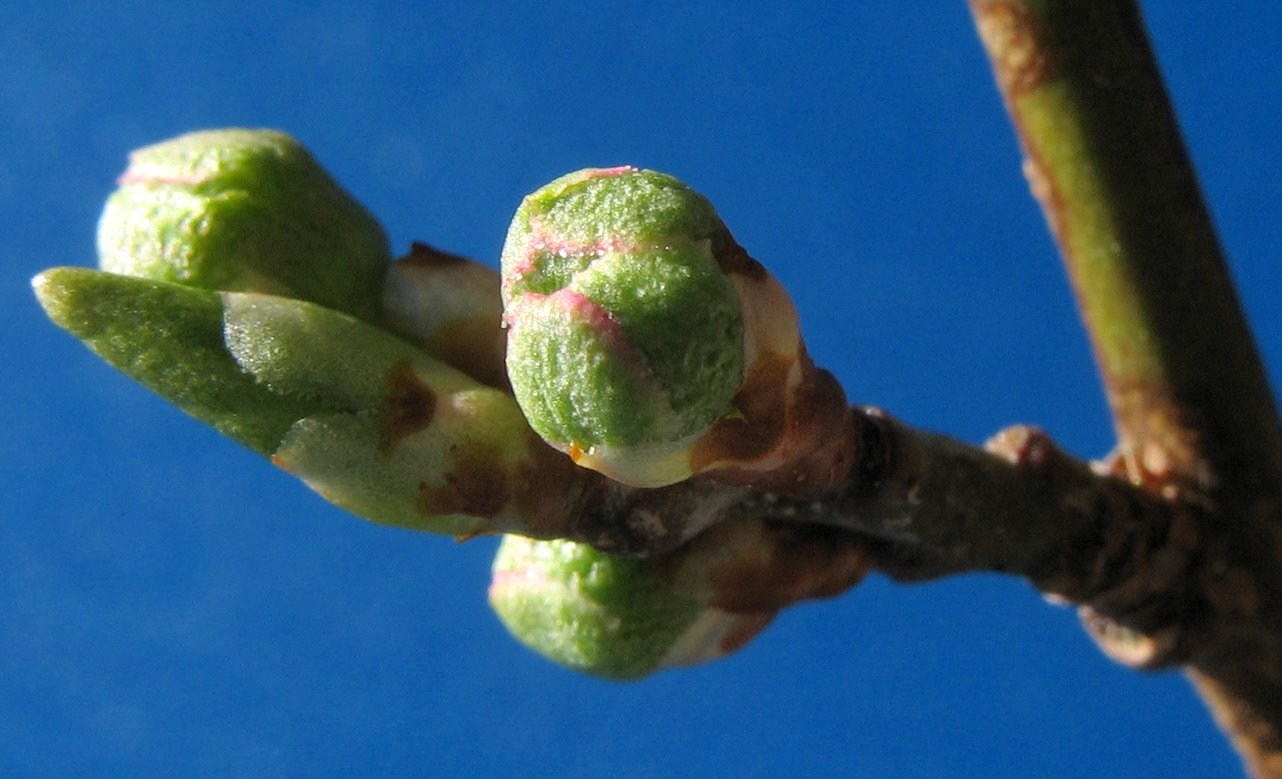
Bourgeons de prunier.
Les ronds sont des bourgeons à fleurs, le pointu est un bourgeon à feuilles.

Le bourgeon assure la croissance et la ramification des tiges.
Selon l'organe auquel il donne naissance, on parle de bourgeon à feuilles (« bourgeon végétatif » donnant naissance à une tige feuillée) et à fleurs (« bouton », « bourgeon floral » ou bourgeon inflorescentiel, issus de l’induction florale du bourgeon végétatif). En arboriculture, ils sont désignés respectivement sous le terme de « bourgeon à bois » et « bourgeon à fruit ».
Les botanistes distinguent, suivant leur position sur la tige, les bourgeons terminaux situés à l'extrémité de la tige, les bourgeons axillaires situés à l'aisselle des feuilles, et les bourgeons adventifs (aussi appelés latéraux ou stipulaires) apparaissant autour du bourgeon principal. Chez les arbres, ils distinguent les bourgeons distaux (les plus éloignés du tronc, phénomène d'acrotonie) des bourgeons proximaux ou latéraux (les plus proches du bourgeon terminal, phénomène de basitonie principalement chez les arbustes). Le développement de tel ou tel bourgeon développe une morphogénèse particulière responsable du port caractéristique de chaque plante.
Ils distinguent également le prompt-bourgeon (bourgeon axillaire qui est apte à se développer l'année de sa formation) du bourgeon latent (bourgeon axillaire dont le développement est inhibé, parfois pendant de nombreuses années, en raison de l'influence de la dominance apicale, de la dormance pour le bourgeon dormant, ou d'autres facteurs).
Le bourgeon proventif désigne un bourgeon latent non apparent tandis qu'un bourgeon adventif se développe après un stress (coupe ou blessure d'un des organes de l'arbre sur les tissus de cicatrisation).
Les bourgeons peuvent être soit écailleux (ex. : marronnier), soit nus (ex. : chou de Bruxelles).
L'éclosion du bourgeon au printemps est nommée « débourrement ».
Chez les arbres fruitiers à pépins, comme le pommier par exemple, on appelle « dard » un bourgeon conique indécis : s'il reçoit beaucoup de sève, il partira à bois, s'il en reçoit peu, il gonflera en bouton à fleur. Un dard couronné est un dard qui s'est allongé (jusqu'à 4 cm) et se termine par un bouton. On ne le taille pas.
La bourse, photo ci-contre, produit d'autres bourgeons à fruit, les Latins l'avaient surnommé « perle précieuse » (gemma).
Dans le bouton floral tel que la câpre, les pièces florales du périanthe se chevauchent généralement sur les bords, disposition résultant de leur mode de mise en place relativement lent et selon une hélice très condensée.

## Autres usages du mot
Par analogie, le terme de bourgeon est également employé dans les domaines suivants :
- en anatomie : les bourgeons gustatifs ou bourgeons du goût sont des organes récepteurs du goût, de forme ovoïde ou conique, enclavé dans l'épithélium de la muqueuse linguale ;
- en biologie : un bourgeon est une excroissance cellulaire se développant sur un organisme pour donner naissance à un organisme semblable ;
- en médecine : les bourgeons charnus sont des granulations rougeâtres et coniques formant un bourrelet à la surface des plaies en voie de cicatrisation ; dans le vocabulaire courant, le terme de bourgeons désigne aussi un bouton poussant sur la peau, particulièrement au visage ;
- de façon métaphorique : on appelle bourgeon un élément concret ou abstrait, une situation matérielle ou morale laissant prévoir des développements ultérieurs qui peuvent être multiples et importants, favorables ou défavorables.

Développement des bourgeons d'un Marronnier
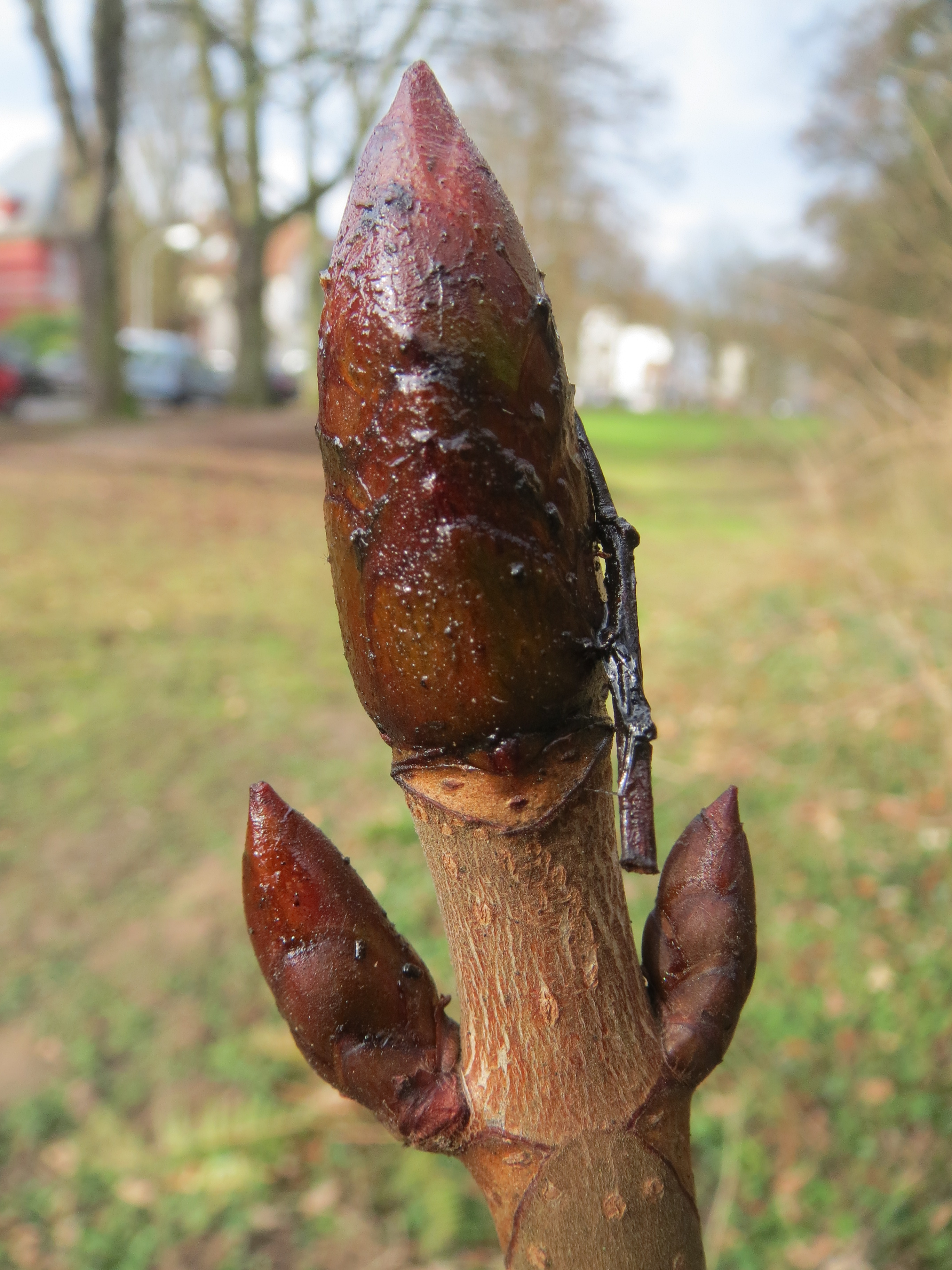
Bourgeon apical feuille-fleur et bourgeons axillaires feuilles, stade hivernal.
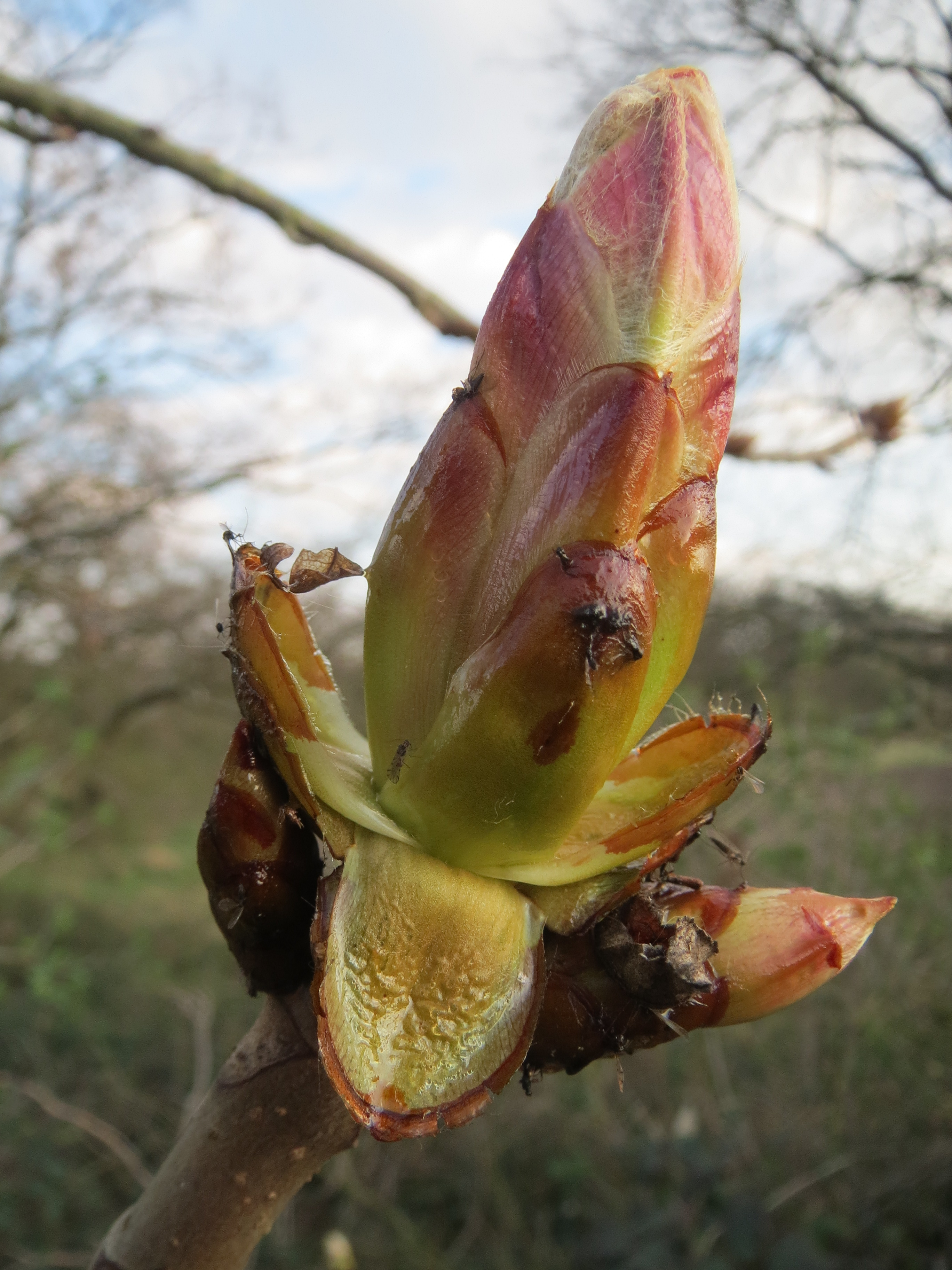
Début de débourrage des bourgeons.
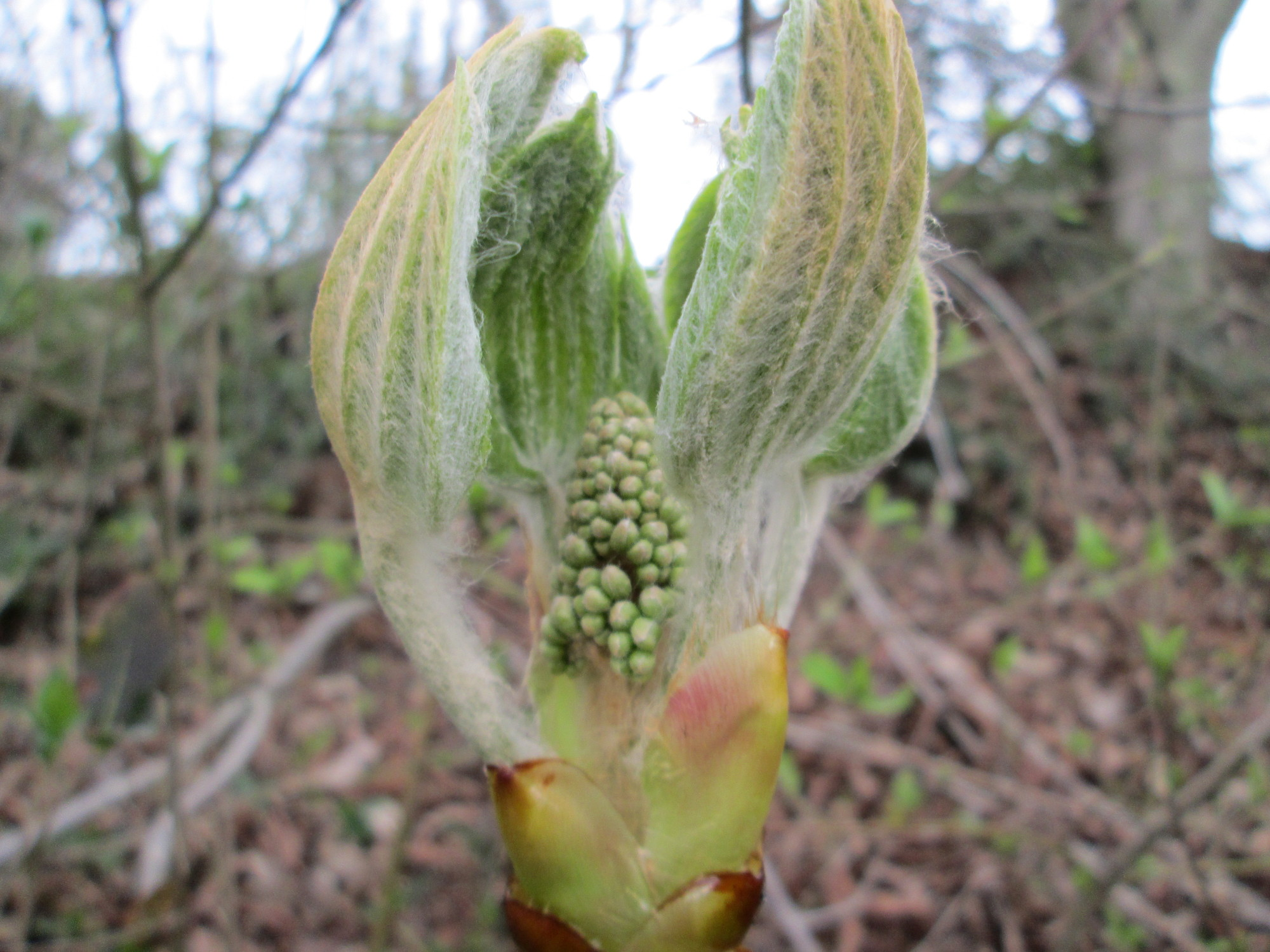
Développement du bourgeon apical feuille-fleur.
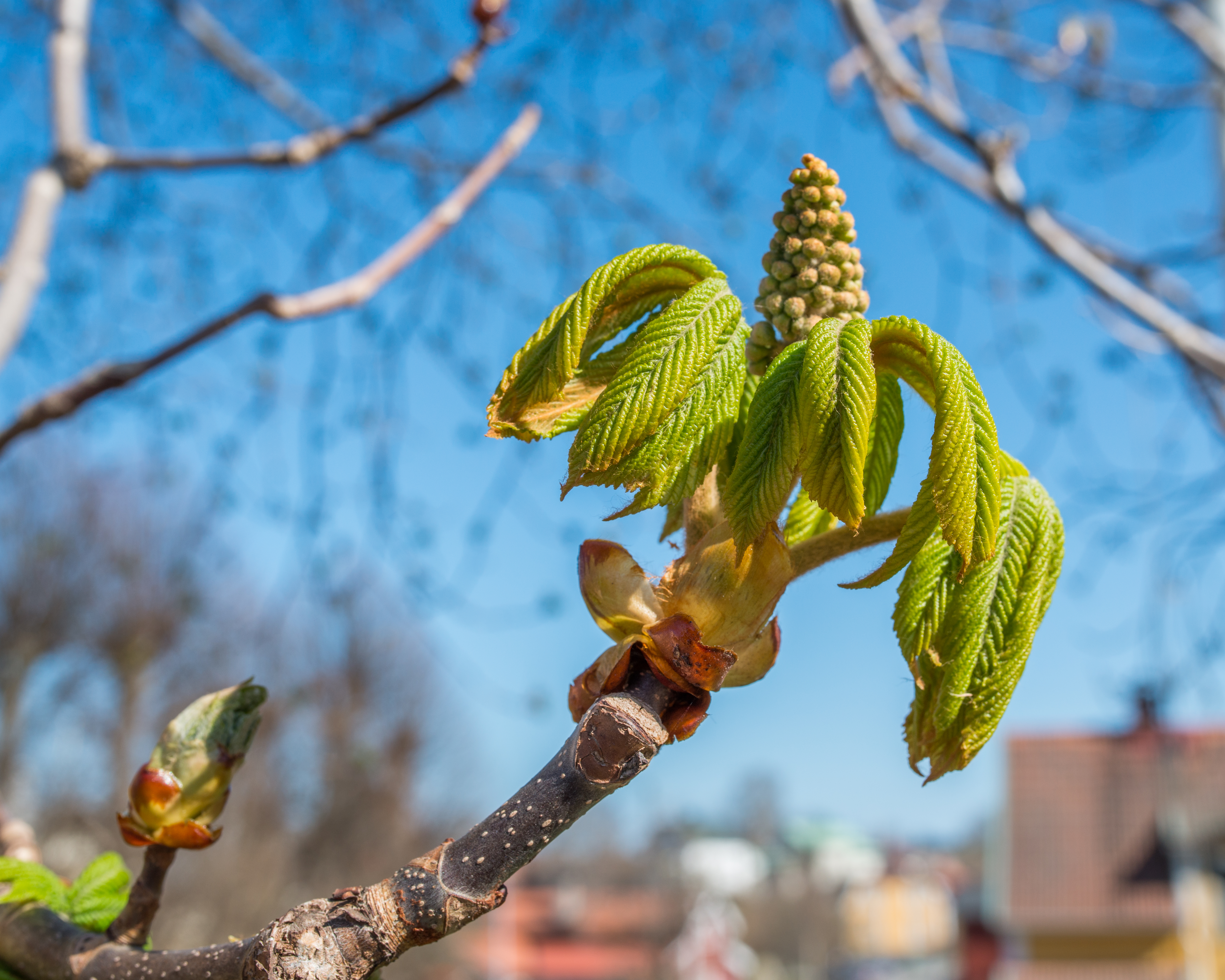
Dépliage de l'inflorescence et des feuilles.
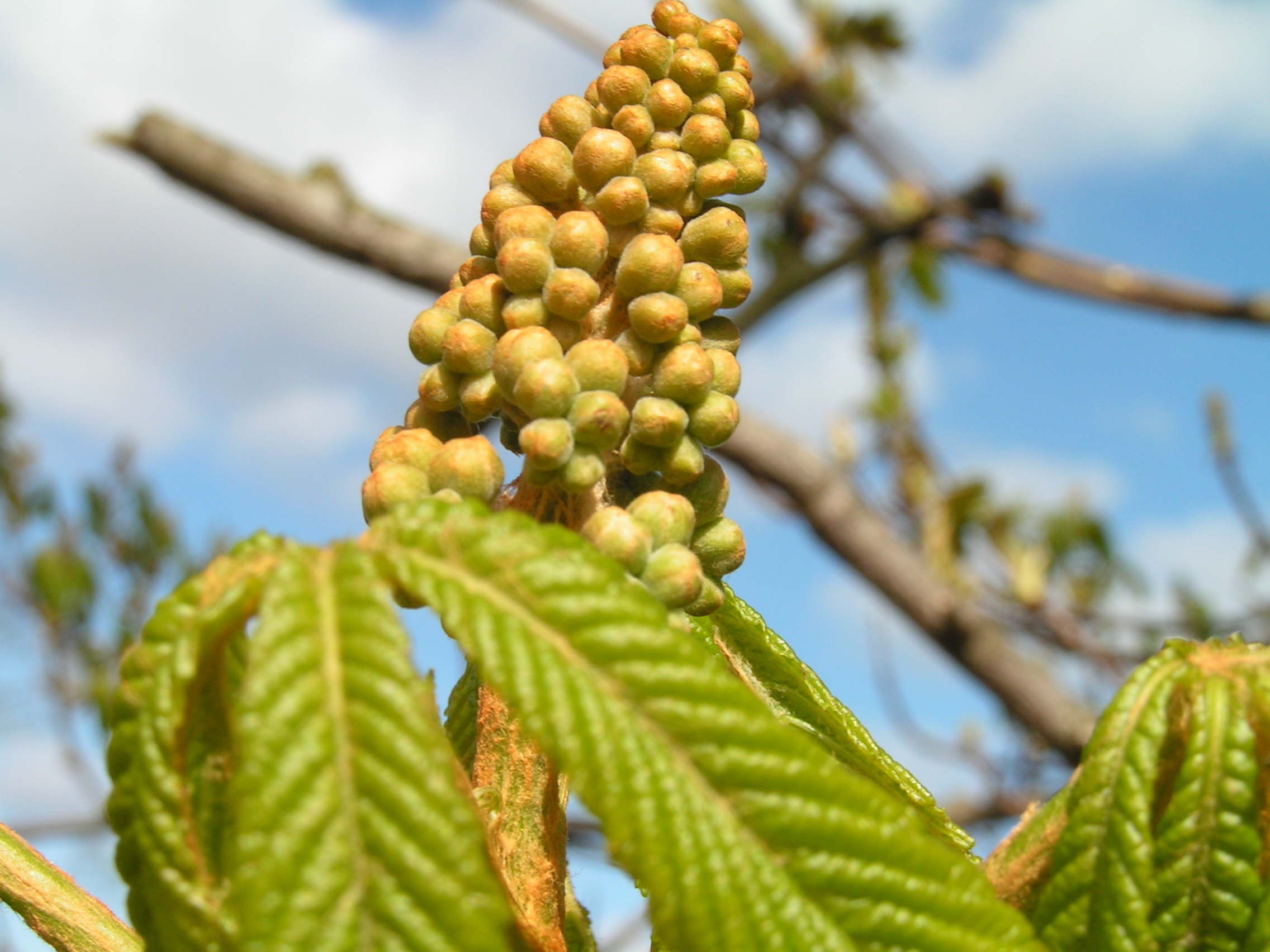
Boutons floraux.
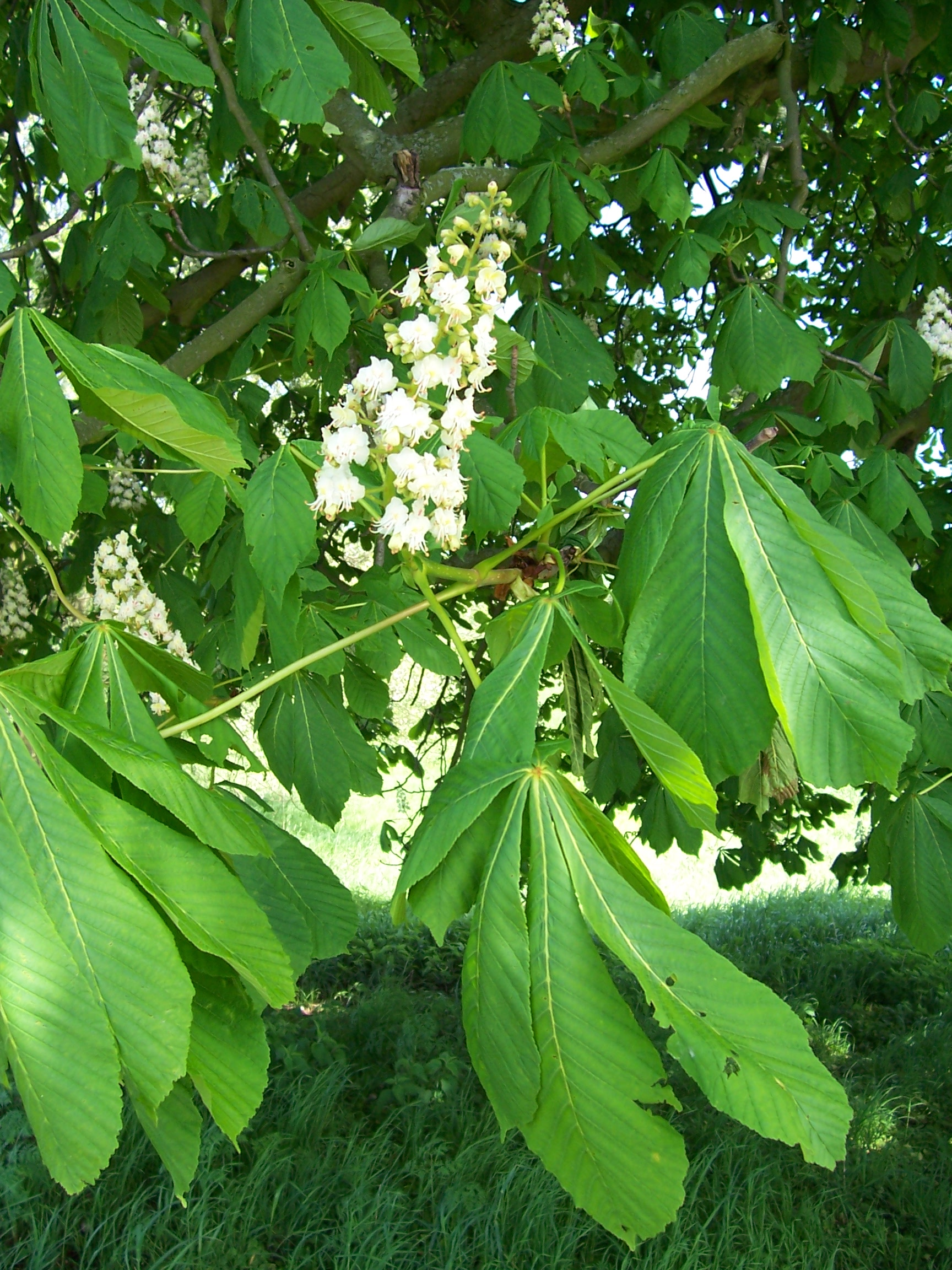
Fleurs épanouies.